# Berland
Berland is een dorpje in de Franse gemeente Saint-Christophe-sur-Guiers, departement Isère, regio Auvergne-Rhône-Alpes. Het ligt ten zuiden van de plaats Saint-Christophe-sur-Guiers.